# Aridaeus thoracicus
Aridaeus thoracicus är en skalbaggsart som först beskrevs av Donovan 1805.  Aridaeus thoracicus ingår i släktet Aridaeus och familjen långhorningar. Inga underarter finns listade.

## Bildgalleri

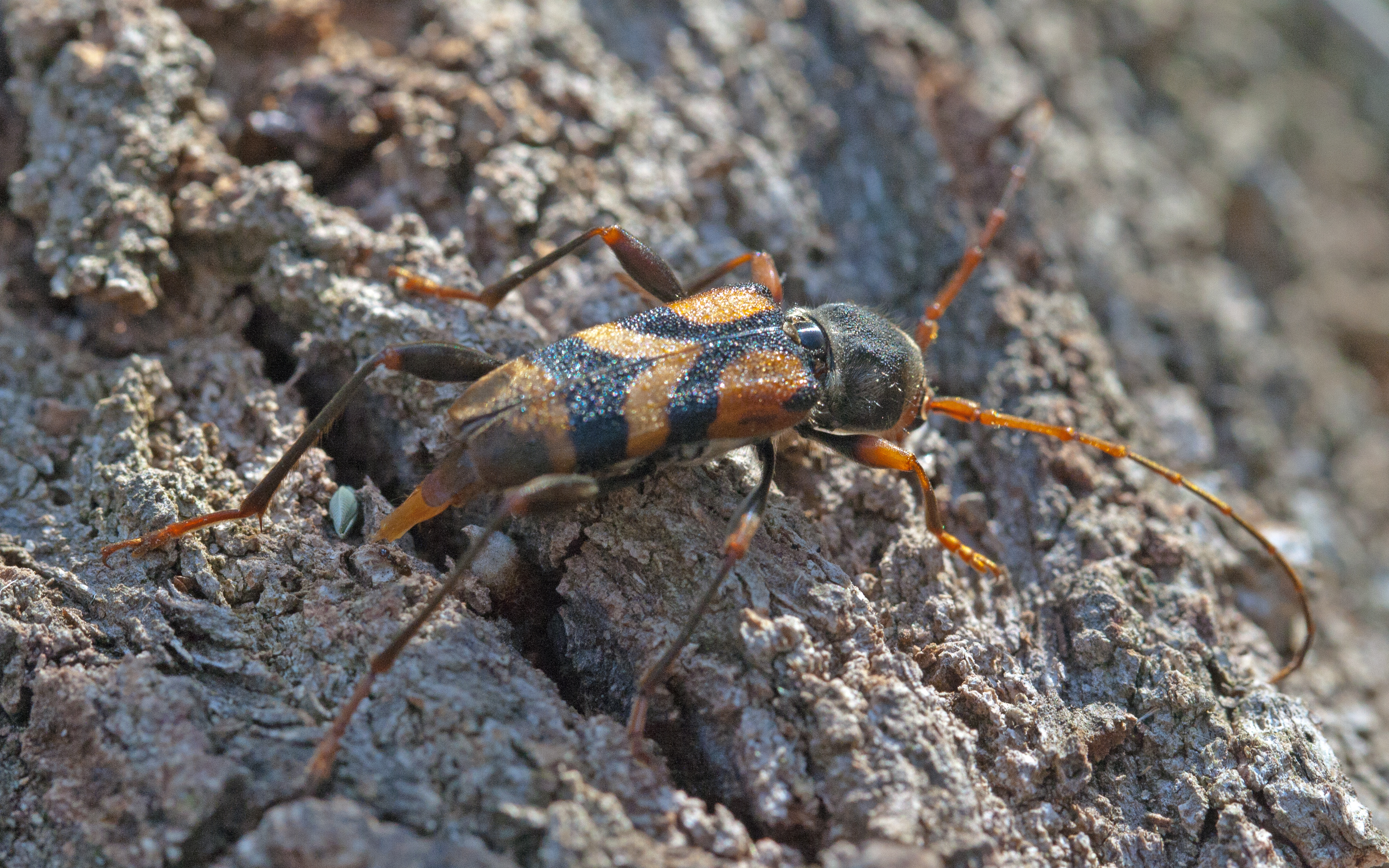
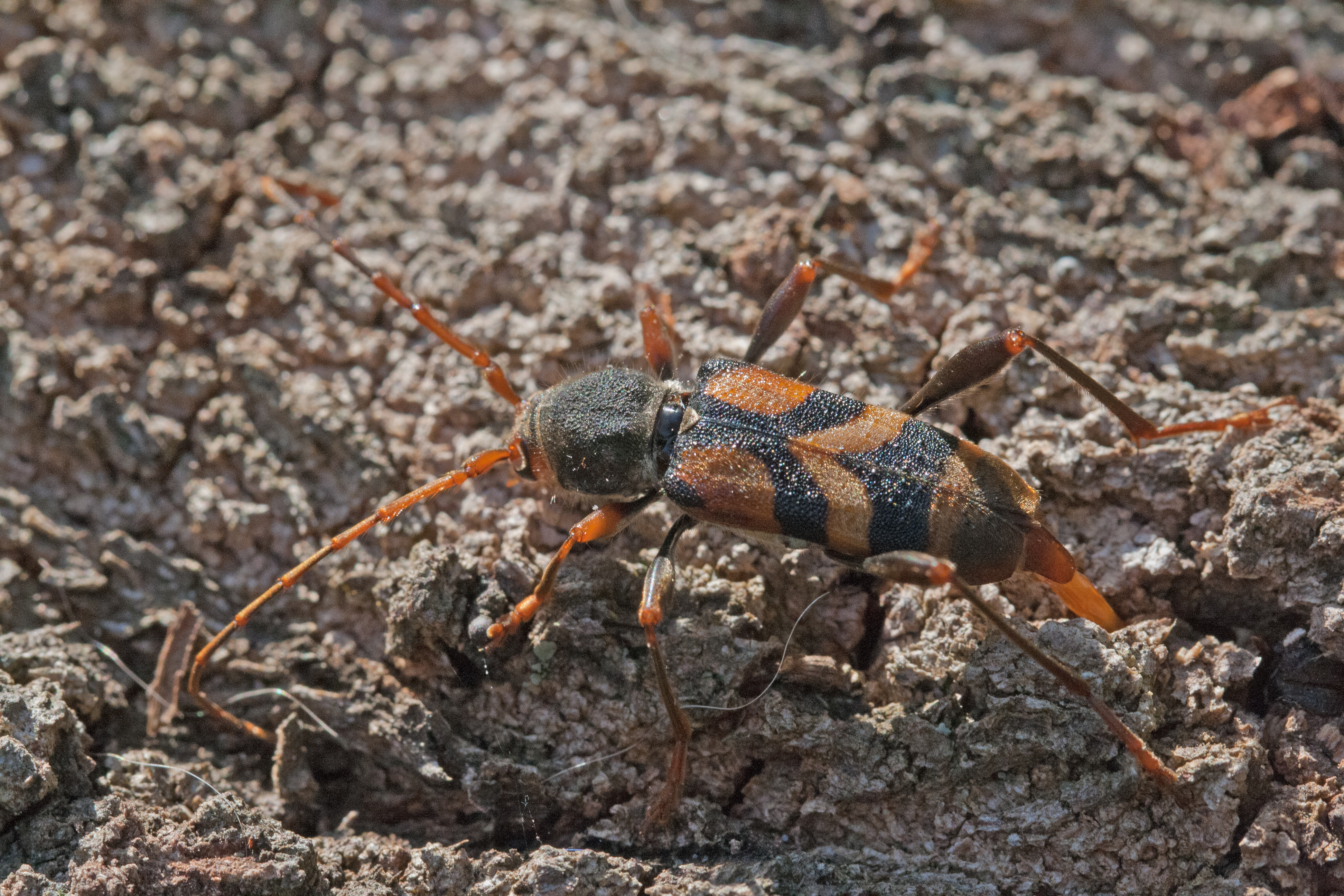
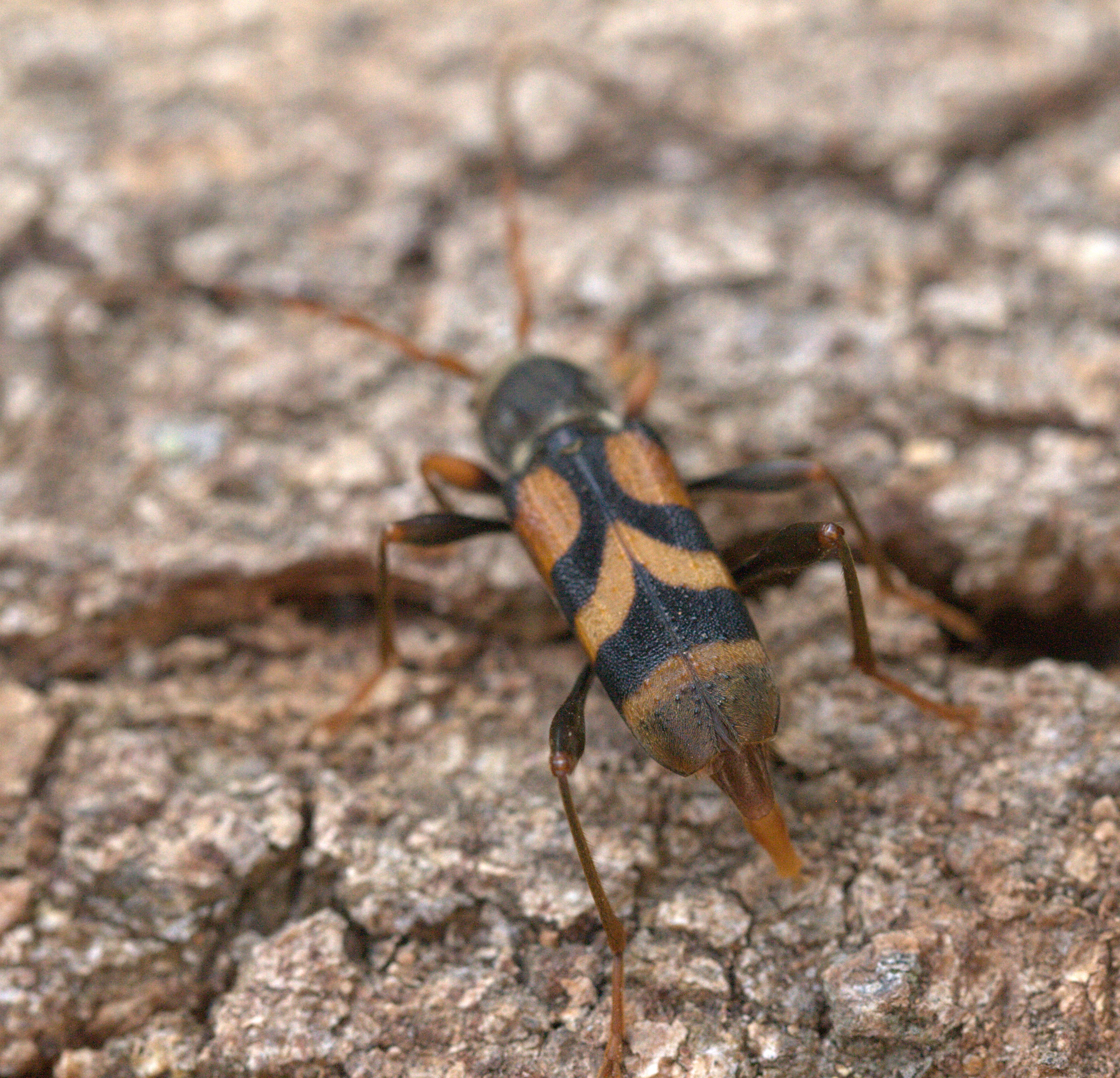